# Nordhorn
Nordhorn là huyện lỵ của huyện Grafschaft Bentheim trong bang Niedersachsen, Đức.

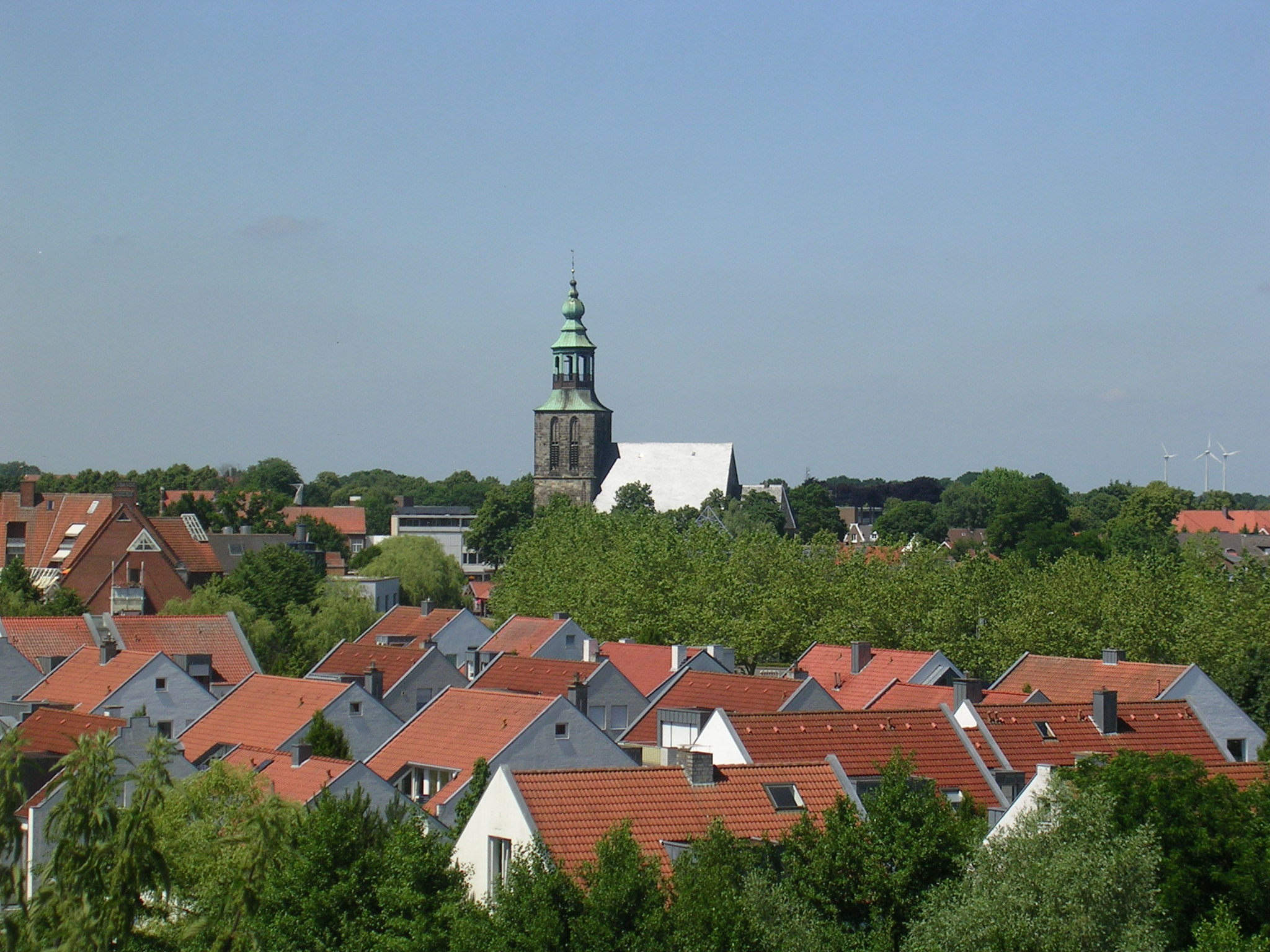
Cảnh Povelberg

Thị xã nằm ở cực tây nam của bang Niedersachsen, gần biên giới với Hà Lan và biên giới với Nordrhein-Westfalen, bên sông Vechte. Thành phố lớn gần nhất là Hengelo ở Hà Lan, 20 km về phía tây nam của Nordhorn. Thành phố Đức gần nhất là Münster, khoảng 75 km về phía đông nam và Osnabrück.